# Mazzè
Mazzè is een gemeente in de Italiaanse provincie Turijn (regio Piëmont) en telt 4058 inwoners (31-12-2004). De oppervlakte bedraagt 27,8 km², de bevolkingsdichtheid is 146 inwoners per km².

## Demografie
Mazzè telt ongeveer 1791 huishoudens. Het aantal inwoners steeg in de periode 1991-2001 met 5,4% volgens cijfers uit de tienjaarlijkse volkstellingen van ISTAT.
| Jaar | Inwoneraantal |
| ---- | ------------- |
| 1991 | 3770          |
| 2001 | 3973          |

## Geografie
Mazzè grenst aan de volgende gemeenten: Vische, Candia Canavese, Moncrivello (VC), Caluso, Cigliano (VC), Villareggia, Rondissone, Chivasso.

## Geboren
- Lorenzo Piretto (1942), geestelijke en aartsbisschop

1. ↑  https://demo.istat.it/?l=it.